# Tanja Jess

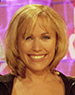
Tanja Jess (1998)

Tanja Jess (* 6. Januar 1967 in Karlsruhe) ist eine deutsch-niederländische Schauspielerin und Moderatorin.

## Leben
Als Jess fünf Jahre alt war, zogen ihre Eltern mit ihr nach Nuenen in den südlichen Niederlanden.
Sie ist seit dem 9. August 2008 mit dem Moderator und Sänger Charly Luske verheiratet. Das Paar hat zwei Söhne. Seit 2018 hält Jess neben der deutschen auch die niederländische Staatsbürgerschaft. Sie lebt in Almere Haven.
Im Jahr 1995 schloss Jess ihre Theaterausbildung an der Schauspielschule De Trap ab. Sie spielte in mehreren Fernsehserien mit. 2008 und 2009 hatte sie ihre eigene Radiosendung bei 100% NL. Am 18. April 2014 brachte sie ihr Buch de Mama Match heraus, das sie mit ihrer Freundin und Kollegin Anousha Nzume geschrieben hatte.
Jess war in den Playboy-Ausgaben von Dezember 2000 und Januar 2001 nackt abgebildet.

## Filmografie (Auswahl)

### Schauspielerin
Fernsehserie:
- Baantjer (RTL 4, 1996) in De Cock und De moord op de Wallen, als Jadwiga Kerenski
- Unit 13 (VARA, 1996) als Katja van Dijk
- Zonder Ernst (NCRV, 1997) in Kind noch Kraai als moeder
- Goede tijden, slechte tijden (RTL 4, 1997–2000 / 2000–2001) als Bowien Galema und Yolanda Vermeulen
- Wildschut & De Vries (SBS6, 2000) als Cleo
- Ben zo terug (VARA, 2000) in Positief denken als Annette
- Toen was geluk heel gewoon (KRO, 2001) als Brunhilde
- Costa! (BNN, 2001/2002) als Diana
- Bon bini beach (Yorin, 2002) als Sanne
- Onderweg Naar Morgen (Yorin, 2004–2005) als Marjolein Curie
- Hotnews.nl (Jetix, 2005) in „Vals Geld“ als Hella
- Grijpstra & De Gier (RTL 4, 2007) in Für Elise als Astrid Denekamp
- Wolfseinde (Omroep Brabant, 2008/2010) als Monique van Someren, Bürgermeisterin der Gemeinde Wolfseinde
- Flikken Maastricht (TROS, 2009) in Valse liefde als Angelique van Thor
- Bloedverwanten (AVRO/AVROTROS, 2010–2012/2014) als Fien Zwager-Berkhout
- SpangaS (NCRV, 2010–2011) als Dionne Vermeulen
- Van God Los (BNN, 2011) als Hanneke
- Aspe (VTM, 2011) als Kristien Korijn
- Odds (2017)
- CMC (2017)
- Mees Kees (2017)

Film
- Novellen: Hollandse held (Televisiefilm, VPRO, 1996) als Vriendin van Freddy
- Goede tijden, slechte tijden: De reünie (Televisiefilm, RTL 4, 1998) als Bowien Galema
- Loenatik: De moevie (2002) als Chantal
- Kees de jongen (2003) als Tante Jeanne
- Shouf Shouf Habibi! (2004) als Maja
- Leef! (2005) als Jolande
- Hannahannah (Telefilm, KRO, 2007) als José
- Penny’s Shadow (2011) als Daphne
- Mijn opa de bankrover (2011) als Elles de Haan
- Oh Baby (2017) als Kinderärztin
- Gewoon Vrienden (2018) als Simone

### Moderator
- Avant Première – 2001–2002, Canal+
- Temptation Island – 2005–2006, Veronica
- Paradise Hotel – 2005, Veronica
- Undercover Lover – 2006, Veronica
- Perfect live-finale – 2005, Veronica
- Altijd Jong – 2013–2014, RTL 4
- Ik word moeder – 2013/2015, RTL 8
- Shopping & Lifestyle – 2014, SBS6
- RTL Breakfast Club – 2015–2016, RTL 4

### Radio
- Sky Radio – 2005–2008 (Station Voice)
- 100%NL – 2008–2010 (Tagesprogramm)

### Andere
- Boyband, musical/theater – Mandy (2000–2001)
- Cut It Out – Panelmitglied (Veronica, 2005)
- Ranking the Stars – Kandidat (BNN, 2009)
- Maestro – Kandidat, Finalist (AVRO, 2012)
- Ik hou van Holland – Kandidat (RTL 4, 2012)
- De Jongens tegen de Meisjes – Kandidat (RTL 4, 2012)
- Vier handen op één buik – Kandidat (BNN, 2013)
- Bloedverwanten, Theateraufführung – Fien (2015–2016)
- Dronemasters – Kandidat, Finalist (SBS6, 2018)
- Groeten uit 19xx – Teilnehmerin mit ihrer Familie (RTL 4, 2018)